# Jestem Sam
Jestem Sam (I Am Sam) – komediodramat produkcji USA z 2001 w reżyserii Jessie Nelson.

## Opis fabuły
Opóźniony w rozwoju Sam Dawson (Sean Penn) samotnie wychowuje córkę Lucy (Dakota Fanning) po tym, jak zostawiła ich jej matka. Wspiera go grupa przyjaciół (również upośledzonych) i agorafobiczna sąsiadka Annie (Dianne Wiest), która zajmuje się Lucy, gdy Sam jest w pracy. Podczas przyjęcia urodzinowego Lucy zostaje zabrana przez pracowników pomocy społecznej. Sam rozpoczyna walkę o odzyskanie Lucy, pomaga mu w tym adwokat Rita Harrison (Michelle Pfeiffer). Współpraca z Samem wpływa pozytywnie na jej życie rodzinne, a zwłaszcza na kontakt z synem. Rodzina zastępcza ubiegająca się o adopcję Lucy decyduje się zwrócić ją Samowi.

## Obsada
- Sean Penn – Sam Dawson
- Michelle Pfeiffer – Rita Harrison Williams
- Dakota Fanning – Lucy Diamond Dawson
- Dianne Wiest – Anni Cassell
- Doug Hutchison – Ifty
- Stanley DeSantis – Robert
- Brad Silverman – Brad
- Loretta Devine – Margaret Calgrove
- Laura Dern – Randy Carpenter
- Kathleen Robertson
- Will Wallace – Bil
- Ken Jenkins – sędzia Philip McNeily
- Richard Schiff – Turner
- Bobby Cooper – George
- Elle Fanning – Lucy (2 lata)
- Joseph Rosenberg – Joe
- Rosalind Chao – Lily
- Wendy Phillips – pani Wright
- Scott Paulin – Duncan Rhodes
- Kimberly Scott – Gertie
- Michael B. Silver – dr Jaslow
- Eileen Ryan – Estelle Dawson
- Mary Steenburgen – dr Blake

## Nagrody i nominacje
Oscary za rok 2001
- Najlepszy aktor – Sean Penn (nominacja)

Nagroda Satelita 2002
- Nagroda Specjalna dla nowego talentu – Dakota Fanning
- Najlepszy aktor dramatyczny – Sean Penn (nominacja)